# 松村高明
松村 高明（まつむら たかあき、1968年11月5日 - ）は、徳島県出身の元プロ野球選手（投手）。右投げ右打ち。

## 来歴・人物
池田高では、センバツ優勝投手・梶田茂生の控えながら、その後春季四国大会への県代表決定戦で完投勝利、四国大会も決勝で先発して優勝に貢献。夏の県大会ではノーヒットノーラン（7回参考記録）を達成し注目される。
1986年のプロ野球ドラフト会議で横浜大洋ホエールズから3位指名受け入団。
1989年はアメリカ・テキサス・レンジャーズ傘下（当時）のルーキー級ビュート・カッパーキングスに野球留学した。一軍登板のないまま1990年限りで現役を引退。
引退後は徳島に帰り、家業の衣料品製造販売業に従事する傍ら、四国放送ラジオの四国アイランドリーグplus中継解説者や少年野球の普及活動をしている。

## 詳細情報

### 年度別投手成績
- 一軍公式戦出場なし

### 背番号
- 47 （1987年 - 1990年）